# 粗尾袋鼠亞科
粗尾袋鼠亚科（學名：Sthenurinae），又名短臉袋鼠亞科，是袋鼠科之下的一個亞科。本亞科已沒有現生種，所有物種皆已早於更新世後期就已滅絕。本亞科物種的體型差異極大，其中Procoptodon goliah是整個袋鼠科體型最大的物種，而Procoptodon gilli的體型則非常小，接近小型的小袋鼠。

## 語源
本亞科的學名源於拉丁文的，意思就是「粗壯的尾巴」。

## 分類
本亞科各屬大致可分為兩個族，分別如下：
- 粗尾袋鼠族（Sthenurini）
  - † 始粗尾袋鼠屬 Eosthenurus
  - † Genus Metasthenurus
  - † 粗尾袋鼠屬（Sthenurus）
- † 短鼻粗尾袋鼠族（Simosthenurini）
  - † Genus Archaeosimos
  - † 巨型短面袋鼠屬（Procoptodon）
  - † 短鼻粗尾袋鼠屬（Simosthenurus）
- 族地位未定
  - † Genus Hadronomas

## 外部連結
- 維基物種上的相關：粗尾袋鼠亞科